# Turbo gruneri
Turbo gruneri là một loài ốc biển, là động vật thân mềm chân bụng sống ở biển trong họ Turbinidae.

## Hình ảnh

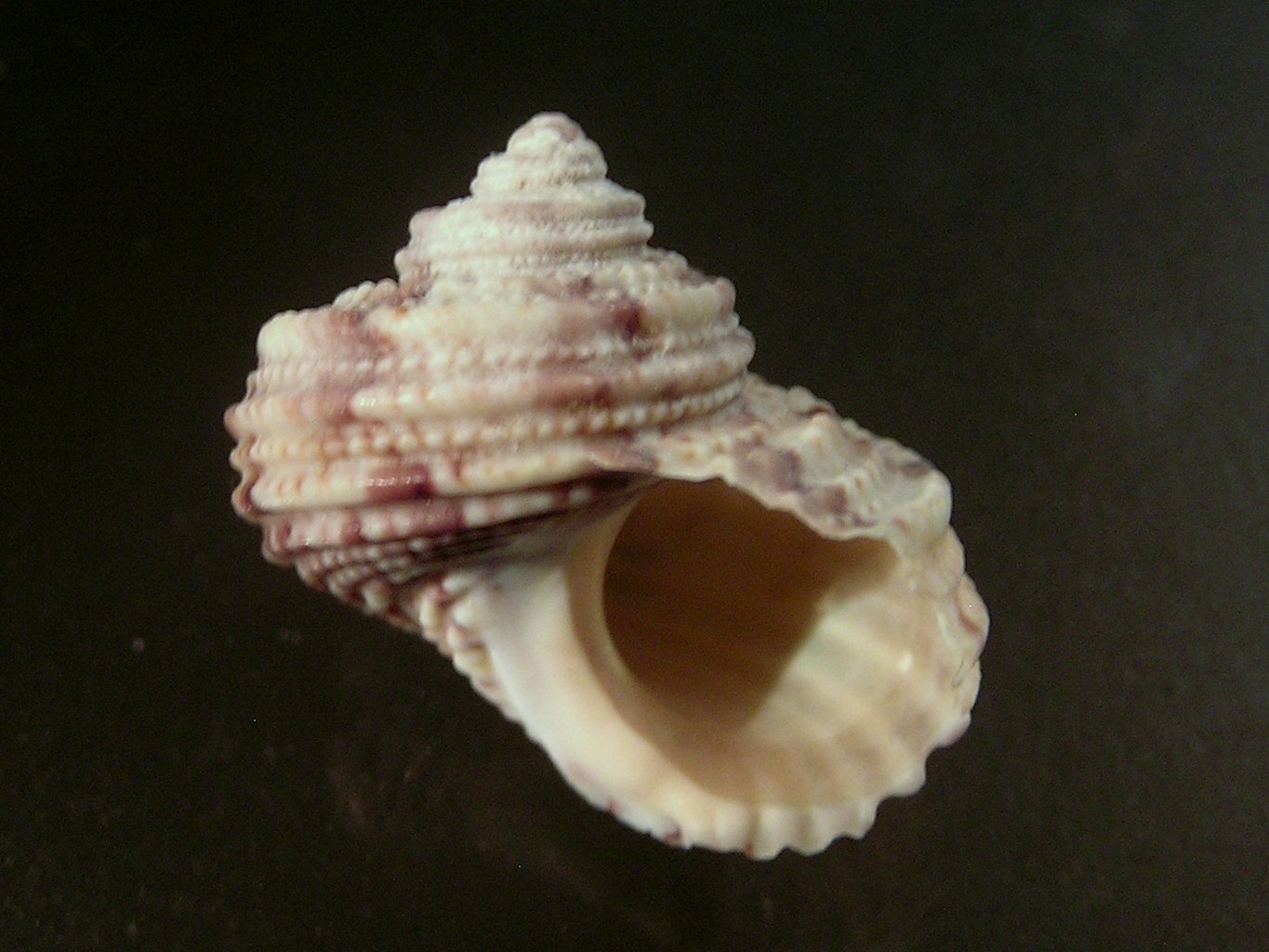
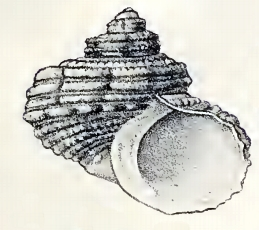